# Love and Theft
"Love and Theft" is het 31e studioalbum van Bob Dylan, uitgebracht op Columbia Records  op 11 september 2001, toevallig de dag van de aanslagen bekend als nine-eleven. De titel is waarschijnlijk geïnspireerd op het boek Love & Theft van Eric Lott uit 1993. "Liefde" is de liefde voor de muziek van de Afro-Amerikaanse bevolking en "diefstal" de diefstal waarmee blanke musici succes hadden met covers van die muziek.

## Productie
Het album werd opgenomen met de band die Dylan in die periode begeleidde op zijn 'Never Ending Tour', onder leiding van bassist Tony Garnier met Larry Campbell op gitaar, banjo, mandoline en viool en David Kemper op slagwerk. Daarnaast huurde Dylan gitarist Charlie Sexton en accordeonist Augie Meyers in. De opnamen vonden plaats in de Clinton Recording Studios in New York, met uitzondering van "Mississippi" dat opgenomen werd in de Sony Music Studios.

## Tracklist
Alle muziek en teksten zijn geschreven door Bob Dylan. 
| 1.                 | Tweedle Dee & Tweedle Dum       | 4:46 |
| 2.                 | Mississippi                     | 5:21 |
| 3.                 | Summer Days                     | 4:52 |
| 4.                 | Bye and Bye                     | 3:16 |
| 5.                 | Lonesome Day Blues              | 6:05 |
| 6.                 | Floater (Too Much to Ask)       | 5:00 |
| 7.                 | High Water (For Charley Patton) | 4:04 |
| 8.                 | Moonlight                       | 3:23 |
| 9.                 | Honest with Me                  | 5:50 |
| 10.                | Po' Boy                         | 3:04 |
| 11.                | Cry a While                     | 5:04 |
| 12.                | Sugar Baby                      | 6:40 |
| Totale duur: 57:25 |                                 |      |

## Hitnoteringen
Het album bereikte nummer 5 op de Billboard 200 en nummer 3 op de UK Albums Chart.
- MusicBrainz release group: 9980ffe5-c5b5-3a83-8c1e-1ec6618f97ca